# Ленинский институт искусства и культуры

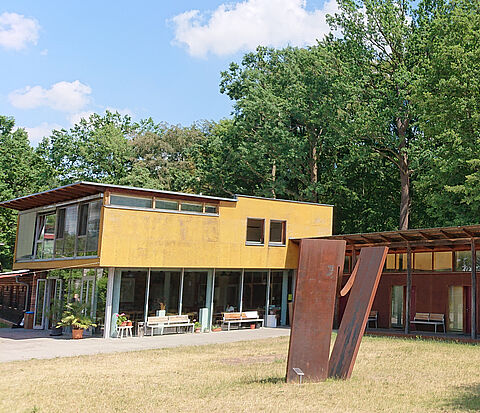
Ленинский институт искусства и культуры

Ленинский институт культуры и искусства (нем. Lehniner Institut für Kunst und Kultur) — международный некоммерческий культурный и художественный центр, расположенный на территории бывшего лесопильного завода на берегу озера Клостер, в коммуне Клостер-Ленин, в земле Бранденбург. Институт основан в 1991 года по инициативе немецкого художника Экхарта Хаиша. На территории института располагаются художественные ателье и мастерские, здание галереи, парк скульптур, помещения для семинаров и мастер-классов. С момента основания в институте проводятся международные выставки, симпозиумы, семинары, концерты и театральные представления. Жилые помещения института служат резиденцией для художников, скульпторов и музыкантов. 

## История

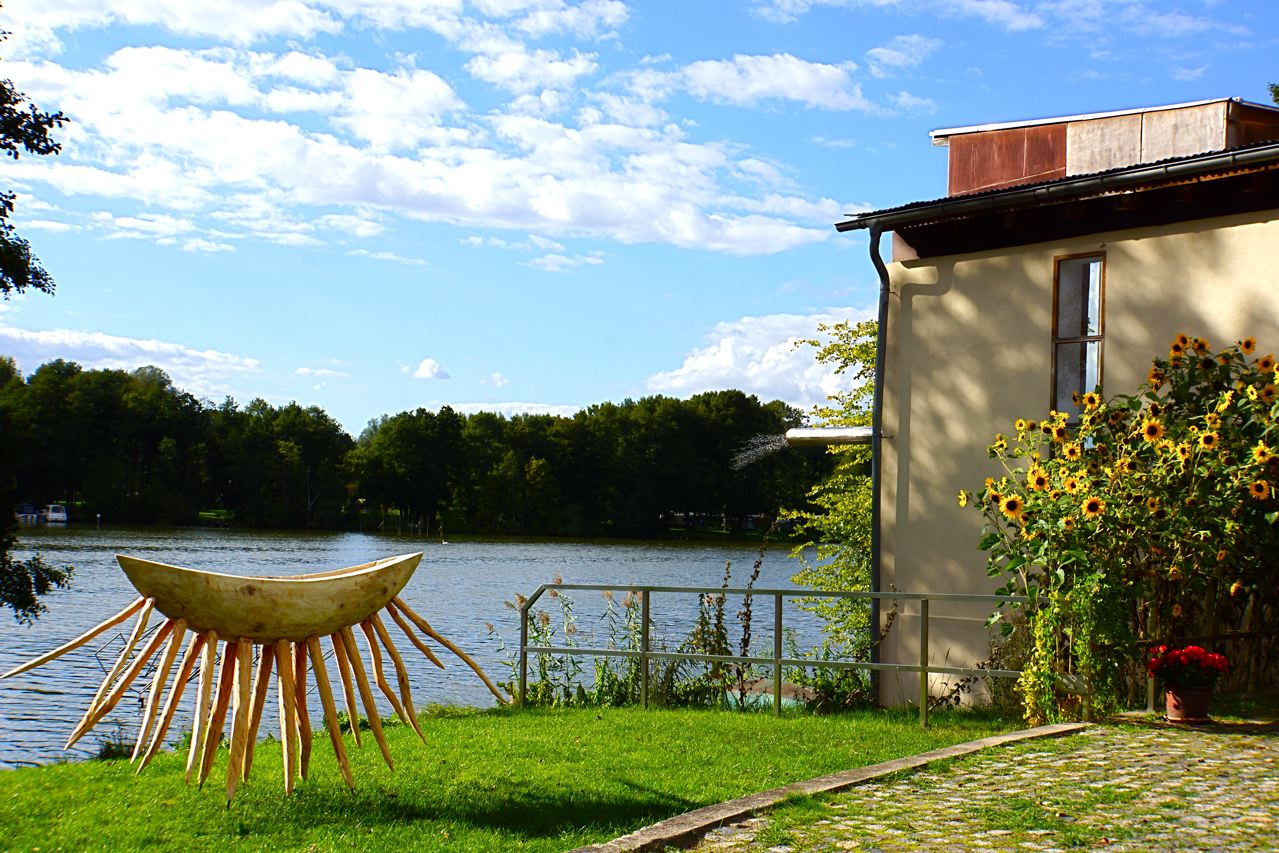
Скульптурный парк на озере Клостер

Ленинский институт искусства и культуры был основан в 1991 году по инициативе Экхарта Хаиша и Мартина Шнайдера при поддержке министра труда и общественных дел Германии Регины Хильдебрандт. Развитие культуры в регионе служило целью создания института, но возрастающее количество безработных обусловило учреждение центра по обучению и квалификации рабочих, созданию новых рабочих мест. Проект предусматривал создание международного культурного центра на территории полуразрушенного лесопильного завода с привлечением к реконструкции местных жителей, с целью их обучения и последующей квалификацией.

### Галерея на озере Клостер

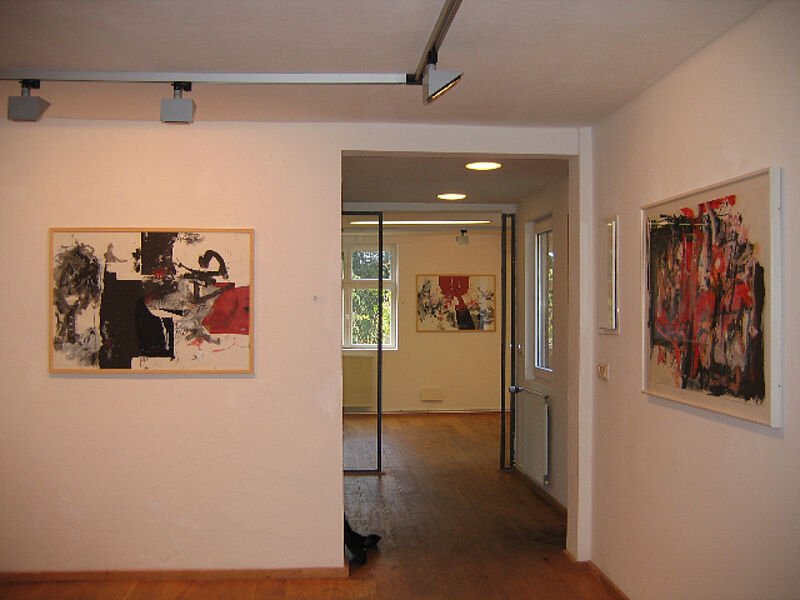
Галерея на озере Клостер

С момента основания в 2003 году галерея, занимающая около 100 кв. м., ежегодно принимает около 6-7 индивидуальных и групповых выставок художников, скульпторов, фотографов. Среди них: Петер Дреер, Нориюки Харагути, Карл Менцен, Фолькмар Хаасе, Макс Камински, Марина Шрайбер, Кристиана Конрад и др.

### Скульптурный парк

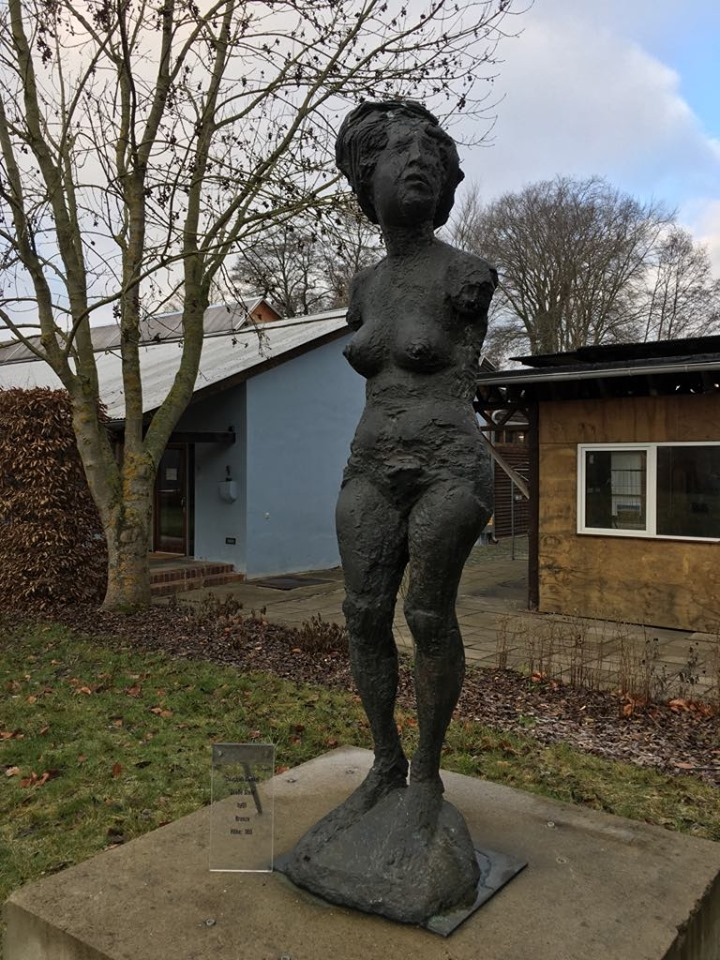
Скульптурный парк на озере Клостер

Двор лесопильного завода с 1992 года используется как парк скульптур. На первой выставке в 1992 году были представлены 24 бронзовых скульптуры из разных творческих периодов французского скульптора Жана-Робера Ипустеги. В настоящий момент на территории парка представлено 46 скульптур, из них три установлены в воде, пять скульптур расположены в гостевом доме и три в кафе у озера. Среди представленных скульптур работы следующих скульпторов: Франца Гутмана, Карла Менцена, Клауса Душата, Экхарта Хаиша, и др.

### Художественная школа
Художественная школа при институте предлагает курсы для детей, подростков и взрослых. Профессиональные художники и преподаватели проводят творческие мастер-классы в студиях института, затрагивают в своем творчестве важные проблемы современности, такие как изменение климата, взаимодействие человека и окружающего мира, а также применяют технику вторичного использования.